# Verein für Leibesübungen von 1899 2004-2005
Questa voce raccoglie le informazioni riguardanti il Verein für Leibesübungen von 1899 nelle competizioni ufficiali della stagione 2004-2005.

## Stagione
Nella stagione 2004-2005 l'Osnabrück, allenato da Claus-Dieter Wollitz, concluse il campionato di Regionalliga nord al 4º posto. In Coppa di Germania l'Osnabrück fu eliminato al secondo turno dal Bayern Monaco.

## Rosa
| N. |                        | Ruolo | Calciatore           |
| -- | ---------------------- | ----- | -------------------- |
| 1  | Germania (bandiera)    | P     | Tino Berbig          |
| 2  | Germania (bandiera)    | D     | Matthias Koch        |
| 3  | Germania (bandiera)    | D     | Jan Schanda          |
| 4  | Paesi Bassi (bandiera) | D     | Dave de Jong         |
| 5  | Germania (bandiera)    | C     | Björn Joppe          |
| 6  | Germania (bandiera)    | C     | Wolfgang Schütte     |
| 7  | Germania (bandiera)    | C     | Michael Kügler       |
| 8  | Stati Uniti (bandiera) | C     | Joe Enochs           |
| 9  | Germania (bandiera)    | A     | Thomas Reichenberger |
| 10 | Germania (bandiera)    | C     | Alexander Nouri      |
| 11 | Germania (bandiera)    | D     | Andreas Schäfer      |

| N. |                         | Ruolo | Calciatore        |
| -- | ----------------------- | ----- | ----------------- |
| 12 | Germania (bandiera)     | P     | Tobias Langemeyer |
| 13 | RD del Congo (bandiera) | A     | Addy-Waku Menga   |
| 14 | Germania (bandiera)     | D     | Fabian Ewertz     |
| 14 | Germania (bandiera)     | D     | Daniel Flottmann  |
| 15 | Germania (bandiera)     | C     | Carsten Gottwald  |
| 18 | Germania (bandiera)     | A     | Markus Feldhoff   |
| 21 | Spagna (bandiera)       | C     | Olliver Villar    |
| 21 | Germania (bandiera)     | A     | Jens Hülsmann     |
| 22 | Germania (bandiera)     | A     | Ronny Jank        |
| 24 | Kirghizistan (bandiera) | C     | Edgar Bernhardt   |
|    | Germania (bandiera)     | C     | Yannick Reyering  |

## Organigramma societario
Area tecnica
- Allenatore: Claus-Dieter Wollitz
- Allenatore in seconda: Heiko Flottmann
- Preparatore dei portieri: Rolf Meyer
- Preparatori atletici:
- Analisi video:

## Calciomercato

### Sessione estiva
| Acquisti | Acquisti             | Acquisti             | Acquisti |
| R.       | Nome                 | da                   | Modalità |
| -------- | -------------------- | -------------------- | -------- |
| P        | Tino Berbig          | Carl Zeiss Jena      |          |
| C        | Edgar Bernhardt      | Osnabrück U19        |          |
| D        | Dave de Jong         | Dalian Shide         |          |
| A        | Yaw Donkor           | Wolfsburg II         |          |
| D        | Fabian Ewertz        | Alemannia Aquisgrana |          |
| A        | Markus Feldhoff      | Uerdingen 05         |          |
| A        | Ronny Jank           | Erzgebirge Aue       |          |
| C        | Björn Joppe          | Union Berlino        |          |
| D        | Matthias Koch        | Kaiserslautern II    |          |
| C        | Michael Kügler       | Norimberga           |          |
| C        | Alexander Nouri      | Uerdingen 05         |          |
| A        | Thomas Reichenberger | Uerdingen 05         |          |
| D        | Andreas Schäfer      | Kaiserslautern II    |          |
| D        | Jan Schanda          | Lubecca              |          |

| Cessioni | Cessioni                    | Cessioni              | Cessioni |
| R.       | Nome                        | a                     | Modalità |
| -------- | --------------------------- | --------------------- | -------- |
| D        | Džemal Berberović           | Sarajevo              |          |
| A        | Christian Claaßen           | Meppen                |          |
| D        | Dame Diouf                  | Hannover 96           |          |
| D        | Deniz Doğan                 | Lubecca               |          |
| C        | Anel Džaka                  | Coblenza              |          |
| A        | István Ferenczi             | Vasas                 |          |
| D        | Gledson                     | LR Ahlen              |          |
| D        | Stefan Heyken               | Osnabrück II          |          |
| D        | Jens Langeneke              | LR Ahlen              |          |
| C        | Christian Lenze             | Eintracht Francoforte |          |
| D        | Jacov Nachtailer            | Hapoel Nof HaGalil    |          |
| P        | Timo Ochs                   | Monaco 1860           |          |
| D        | René Schneider              | SV Warnemünde         |          |
| C        | Benjamin Schüßler           | Paderborn             |          |
| D        | Sidney                      | Rot-Weiss Essen       |          |
| C        | Guido Spork                 | Paderborn             |          |
| D        | Arne Tammen                 | Preußen Münster       |          |
| A        | Valdas Trakys               | Kuban'                |          |
| D        | Marko Tredup                | LR Ahlen              |          |
| A        | Marcel von Walsleben-Schied | Unterhaching          |          |

### Sessione invernale
| Acquisti | Acquisti | Acquisti | Acquisti |
| R.       | Nome     | da       | Modalità |
| -------- | -------- | -------- | -------- |

| Cessioni | Cessioni      | Cessioni | Cessioni |
| R.       | Nome          | a        | Modalità |
| -------- | ------------- | -------- | -------- |
| A        | Yaw Donkor    | Meppen   |          |
| C        | Flavio Faroni | Al-Nasr  |          |

## Risultati

### Regionalliga

#### Girone di andata
| Arbitro: | Scheppe |

|            |           |           |
| Pagano 68’ | Marcatori | 90’ Nouri |

| 7 agosto 2004 2ª giornata |  | – turno di riposo |  |  |

| Arbitro: | Lupp |

|           |           |               |
| Nouri 58’ | Marcatori | 43’ Kučuković |

| Arbitro: | Hoyzer |

|                |           |                                         |
| Wojcik 3’, 24’ | Marcatori | 52’ Reichenberger 68’, 79’ (rig.) Joppe |

| Arbitro: | Fischer |

|           |           |  |
| Menga 23’ | Marcatori |  |

| Arbitro: | Jauch |

|                          |           |           |
| Waterink 7’ Schüßler 27’ | Marcatori | 87’ Menga |

| Arbitro: | Melms |

|                                |           |                          |
| Reichenberger 35’ Feldhoff 52’ | Marcatori | 21’ Grieneisen 45’ Marić |

| Arbitro: | Keßler |

|                         |           |           |
| Kohlmann 65’ Sağlık 76’ | Marcatori | 74’ Menga |

| Arbitro: | Hagen |

|                                              |           |  |
| Menga 15’ Reichenberger 26’, 34’ (rig.), 50’ | Marcatori |  |

| Arbitro: | Jansen |

|  |           |           |
|  | Marcatori | 39’ Nouri |

| Arbitro: | Metzen |

|                           |           |                                    |
| Nouri 4’ Stark 86’ (aut.) | Marcatori | 13’ Karl 76’ Schindler 84’ Göhlert |

| Arbitro: | Grudzinski |

|           |           |                                         |
| Heide 40’ | Marcatori | 26’ Reichenberger 55’ de Jong 76’ Joppe |

| Osnabrück 16 ottobre 2004, ore 14:00 CEST 13ª giornata | Osnabrück | 0 – 0 referto | Preußen Münster | Osnatel Arena (11 000 spett.)\| Arbitro: \| Bornhöft \| |
| Arbitro:                                               | Bornhöft  |               |                 |                                                         |

| Arbitro: | Lupp |

|         |           |                   |
| Kuru 8’ | Marcatori | 87’ Reichenberger |

| Arbitro: | Jauch |

|                              |           |                 |
| Schäfer 4’ Reichenberger 69’ | Marcatori | 32’, 42’ Homola |

| Arbitro: | Hoyzer |

|          |           |                                                           |
| Luis 48’ | Marcatori | 28’ (rig.) Feldhoff 53’ Joppe 61’ Reichenberger 72’ Menga |

| Arbitro: | Borsch |

|                   |           |               |
| Reichenberger 64’ | Marcatori | 63’ Salihović |

| Arbitro: | Kinhöfer |

|  |           |                               |
|  | Marcatori | 15’ Reichenberger 54’ de Jong |

| Arbitro: | Fischer |

|                                        |           |                |
| Joppe 30’ Reichenberger 58’ Kügler 86’ | Marcatori | 12’, 17’ Dobrý |

#### Girone di ritorno
| Arbitro: | Fröhlich |

|                                             |           |  |
| Schanda 16’ Reichenberger 47’, 78’ Jank 88’ | Marcatori |  |

| 11 dicembre 2004 21ª giornata |  | – turno di riposo |  |  |

| Arbitro: | Schößling |

|  |           |              |
|  | Marcatori | 39’ Feldhoff |

| Arbitro: | Fischer |

|                        |           |                             |
| Joppe 33’ Feldhoff 56’ | Marcatori | 2’ (rig.) Bounoua 57’ Arifi |

| Arbitro: | Scheppe |

|            |           |           |
| Coiner 84’ | Marcatori | 26’ Joppe |

| Arbitro: | Stachowiak |

|                     |           |  |
| Feldhoff 70’ (rig.) | Marcatori |  |

| Arbitro: | Borsch |

|           |           |                              |
| Meyer 18’ | Marcatori | 53’, 60’ Feldhoff 79’ Kügler |

| Arbitro: | Winkmann |

|           |           |                   |
| Nouri 72’ | Marcatori | 40’ (rig.) Sağlık |

| Arbitro: | Gräfe |

|                    |           |                          |
| Policella 10’, 14’ | Marcatori | 37’, 90’ (rig.) Feldhoff |

| Arbitro: | Schößling |

|  |           |                         |
|  | Marcatori | 14’, 54’ Schweinsteiger |

| Arbitro: | Grudzinski |

|  |           |                        |
|  | Marcatori | 15’, 67’ Reichenberger |

| Arbitro: | Metzen |

|                   |           |                |
| Feldhoff 20’, 71’ | Marcatori | 58’ Rockenbach |

| Arbitro: | Kuhl |

|                        |           |                                       |
| Neunaber 27’ Fiore 48’ | Marcatori | 42’ Reichenberger 52’ (rig.) Feldhoff |

| Arbitro: | Winkmann |

|                                    |           |                                       |
| Feldhoff 25’, 76’ (rig.) Nouri 42’ | Marcatori | 12’ (rig.) Lieberknecht 66’ Celikovic |

| Arbitro: | Schriever |

|                        |           |                                          |
| Müller 27’ Bingana 28’ | Marcatori | 17’ Reichenberger 76’ Feldhoff 83’ Menga |

| Arbitro: | Schößling |

|           |           |                            |
| Joppe 27’ | Marcatori | 8’, 73’ Baltes 55’ Noutsos |

| Arbitro: | Stachowiak |

|           |           |          |
| Müller 3’ | Marcatori | 79’ Jank |

| Arbitro: | Anklam |

|                                               |           |                                               |
| Reichenberger 33’ Menga 53’, 68’ Feldhoff 73’ | Marcatori | 8’ Bayertz 42’ Pfingsten-Reddig 88’ Heinzmann |

| Arbitro: | Gagelmann |

|  |           |                   |
|  | Marcatori | 13’ Reichenberger |

### Coppa di Germania
| Arbitro: | Grudzinski |

|                                            |           |                              |
| Reichenberger 26’ Feldhoff 32’ (rig.), 33’ | Marcatori | 45’ Juskowiak 83’ Shubitidze |

| Arbitro: | Trautmann |

|                              |           |                            |
| Enochs 19’ Reichenberger 63’ | Marcatori | 5’, 74’ Pizarro 90’ Makaay |

## Statistiche

### Statistiche di squadra
| Competizione      | Punti | In casa | In casa | In casa | In casa | In casa | In casa | In trasferta | In trasferta | In trasferta | In trasferta | In trasferta | In trasferta | Totale | Totale | Totale | Totale | Totale | Totale | DR  |
| Competizione      | Punti | G       | V       | N       | P       | Gf      | Gs      | G            | V            | N            | P            | Gf           | Gs           | G      | V      | N      | P      | Gf     | Gs     | DR  |
| ----------------- | ----- | ------- | ------- | ------- | ------- | ------- | ------- | ------------ | ------------ | ------------ | ------------ | ------------ | ------------ | ------ | ------ | ------ | ------ | ------ | ------ | --- |
| Regionalliga nord | 67    | 18      | 8       | 7       | 3       | 34      | 25      | 18           | 10           | 6            | 2            | 33           | 19           | 36     | 18     | 13     | 5      | 67     | 44     | +23 |
| Coppa di Germania | -     | 2       | 1       | 0       | 1       | 5       | 5       | 0            | 0            | 0            | 0            | 0            | 0            | 2      | 1      | 0      | 1      | 5      | 5      | 0   |
| Totale            | 67    | 20      | 9       | 7       | 4       | 39      | 30      | 18           | 10           | 6            | 2            | 33           | 19           | 38     | 19     | 13     | 6      | 72     | 49     | +23 |

### Andamento in campionato
| Giornata  | 1 | 2  | 3  | 4 | 5 | 6 | 7 | 8  | 9  | 10 | 11 | 12 | 13 | 14 | 15 | 16 | 17 | 18 | 19 | 20 | 21 | 22 | 23 | 24 | 25 | 26 | 27 | 28 | 29 | 30 | 31 | 32 | 33 | 34 | 35 | 36 | 37 | 38 |
| --------- | - | -- | -- | - | - | - | - | -- | -- | -- | -- | -- | -- | -- | -- | -- | -- | -- | -- | -- | -- | -- | -- | -- | -- | -- | -- | -- | -- | -- | -- | -- | -- | -- | -- | -- | -- | -- |
| Luogo     | T |    | C  | T | C | T | C | T  | C  | T  | C  | T  | C  | T  | C  | T  | C  | T  | C  | C  |    | T  | C  | T  | C  | T  | C  | T  | C  | T  | C  | T  | C  | T  | C  | T  | C  | T  |
| Risultato | N |    | N  | V | V | P | N | P  | V  | V  | P  | V  | N  | N  | N  | V  | N  | V  | V  | V  |    | V  | N  | N  | V  | V  | N  | N  | P  | V  | V  | N  | V  | V  | P  | N  | V  | V  |
| Posizione | 5 | 11 | 15 | 9 | 6 | 9 | 8 | 11 | 10 | 7  | 10 | 8  | 8  | 9  | 10 | 6  | 6  | 5  | 5  | 4  | 6  | 3  | 3  | 4  | 4  | 4  | 4  | 4  | 4  | 4  | 4  | 4  | 4  | 4  | 4  | 4  | 4  | 4  |

Legenda:

Luogo: C = Casa; T = Trasferta. Risultato: V = Vittoria; N = Pareggio; P = Sconfitta.

### Statistiche dei giocatori
| Giocatore        | Regionalliga nord | Regionalliga nord | Regionalliga nord | Regionalliga nord | Coppa di Germania | Coppa di Germania | Coppa di Germania | Coppa di Germania | Totale   | Totale | Totale      | Totale     |
| Giocatore        | Presenze          | Reti              | Ammonizioni       | Espulsioni        | Presenze          | Reti              | Ammonizioni       | Espulsioni        | Presenze | Reti   | Ammonizioni | Espulsioni |
| ---------------- | ----------------- | ----------------- | ----------------- | ----------------- | ----------------- | ----------------- | ----------------- | ----------------- | -------- | ------ | ----------- | ---------- |
| T. Berbig        | 36                | 0                 | 3                 | 0                 | 2                 | 0                 | 0                 | 0                 | 38       | 0      | 3           | 0          |
| E. Bernhardt     | 5                 | 0                 | 0                 | 0                 | 0                 | 0                 | 0                 | 0                 | 5        | 0      | 0           | 0          |
| Y. Donkor        | 8                 | 0                 | 0                 | 1                 | 1                 | 0                 | 0                 | 0                 | 9        | 0      | 0           | 1          |
| J. Enochs        | 32                | 0                 | 7                 | 0                 | 2                 | 1                 | 0                 | 0                 | 34       | 1      | 7           | 0          |
| F. Ewertz        | 31                | 0                 | 4                 | 1                 | 2                 | 0                 | 0                 | 0                 | 33       | 0      | 4           | 1          |
| F. Faroni        | 7                 | 0                 | 2                 | 0                 | 0                 | 0                 | 0                 | 0                 | 7        | 0      | 2           | 0          |
| M. Feldhoff      | 25                | 16                | 3                 | 0                 | 1                 | 2                 | 0                 | 0                 | 26       | 18     | 3           | 0          |
| D. Flottmann     | 12                | 0                 | 5                 | 0                 | 0                 | 0                 | 0                 | 0                 | 12       | 0      | 5           | 0          |
| C. Gottwald      | 0                 | 0                 | 0                 | 0                 | 0                 | 0                 | 0                 | 0                 | 0        | 0      | 0           | 0          |
| J. Hülsmann      | 0                 | 0                 | 0                 | 0                 | 0                 | 0                 | 0                 | 0                 | 0        | 0      | 0           | 0          |
| R. Jank          | 24                | 2                 | 2                 | 0                 | 0                 | 0                 | 0                 | 0                 | 24       | 2      | 2           | 0          |
| B. Joppe         | 31                | 8                 | 13                | 1                 | 2                 | 0                 | 0                 | 0                 | 33       | 8      | 13          | 1          |
| M. Koch          | 33                | 0                 | 6                 | 0                 | 2                 | 0                 | 2                 | 0                 | 35       | 0      | 8           | 0          |
| M. Kügler        | 26                | 2                 | 1                 | 0                 | 0                 | 0                 | 0                 | 0                 | 26       | 2      | 1           | 0          |
| T. Langemeyer    | 0                 | 0                 | 0                 | 0                 | 0                 | 0                 | 0                 | 0                 | 0        | 0      | 0           | 0          |
| A. Menga         | 28                | 8                 | 1                 | 0                 | 1                 | 0                 | 0                 | 0                 | 29       | 8      | 1           | 0          |
| A. Nouri         | 31                | 6                 | 7                 | 0                 | 2                 | 0                 | 0                 | 0                 | 33       | 6      | 7           | 0          |
| T. Reichenberger | 31                | 20                | 7                 | 0                 | 2                 | 2                 | 0                 | 0                 | 33       | 22     | 7           | 0          |
| Y. Reyering      | 3                 | 0                 | 0                 | 0                 | 0                 | 0                 | 0                 | 0                 | 3        | 0      | 0           | 0          |
| J. Schanda       | 30                | 1                 | 3                 | 1                 | 2                 | 0                 | 0                 | 0                 | 32       | 1      | 3           | 1          |
| A. Schäfer       | 31                | 1                 | 1                 | 0                 | 2                 | 0                 | 0                 | 0                 | 33       | 1      | 1           | 0          |
| W. Schütte       | 24                | 0                 | 11                | 0                 | 2                 | 0                 | 0                 | 0                 | 26       | 0      | 11          | 0          |
| O. Villar        | 4                 | 0                 | 0                 | 0                 | 0                 | 0                 | 0                 | 0                 | 4        | 0      | 0           | 0          |
| D. de Jong       | 34                | 2                 | 8                 | 1                 | 2                 | 0                 | 0                 | 0                 | 36       | 2      | 8           | 1          |